# Mogom (Kar-Hay)
Pour les articles homonymes, voir Mogom.
Mogom est une localité du Cameroun située dans la commune de Kar-Hay, le département du Mayo-Danay et la Région de l'Extrême-Nord, à proximité de la frontière avec le Tchad.

## Population
En 1967 la localité comptait 1 151 habitants, principalement Toupouri. À cette date, elle était dotée d'une école publique à cycle complet. Un marché hebdomadaire s'y tenait le vendredi.
Lors du recensement de 2005, ce chiffre s'élevait à 2 208.